# Cornelis Galesloot
Cornelis Adrianus Galesloot (Jutphaas, 10 maart 1852 – Utrecht, 13 mei 1939) was een Nederlands dirigent, voornamelijk in koorwerk.
Hij was zoon van voorman Willem Galesloot en Johanna van Bentum. Hij verloor zijn ouders al op jonge leeftijd en werd grootgebracht door zijn oom. In 1910 maakte Johannes Cornelis Wienecke een plaquette van hem (in het bezit van het Centraal Museum). Hij werd begraven op de R.K. Begraafplaats aan de Biltstraat in Utrecht, maar werd later overgebracht naar Begraafplaats Sint Barbara. In mei 1941 werd op zijn graf een gedenkteken onthuld. Het geld daartoe was bijeengebracht door vrienden en vereerders en het is gemaakt door de 19-jarige Jan Willem Rädecker, vermoedelijk naar een ontwerp van Wienecke. Op het gedenkteken staat ook de naam van zijn vrouw Aaltje Galesloot-Bonnikhorst (22 mei 1852- 8 maart 1921). Zoon W.G. Galesloot was enige tijd wethouder in Utrecht. 
Zijn oom, organist van de kerk in Jutphaas, nam hem mee naar concerten en missen. Hij was echter voorbestemd om als bouwvakker door het leven te gaan, maar mocht op zeventienjarige leeftijd les nemen bij Richard Hol. Hij bestudeerde destijds de werken van Giovanni Pierluigi da Palestrina en liet ze onder zijn leiding ook uitvoeren in Jutphaas en omgeving. In 1895 werd hij benoemd tot koordirecteur van de Dominicanenkerk (voor 1940 gesloopt) aan de Mariaplaats in Utrecht, de stad waar hij zich kort daarna vestigde. Hij werd leraar in het piano- en orgelspel. Hij werd tevens leider/dirigent van het koor/zangvereniging Orpheus. Met dat koor haalde hij diverse hoge prijzen bij zangwedstrijden, ook in het buitenland (Essen en Brussel). Naast genoemde werkzaamheden was hij leider van Coer’s Liederkoor in Utrecht en organist.
Van zijn hand verscheen bovendien een beperkt aantal composities zoals In ’t Bosch voor mannenkoor en het door het Koninklijk Nederlandse Zangersverbond bekroonde werk Zingen (Finis coronat opus). 
De Tijd bestempelde hem in 1937 en 1939 tot "Nestor van onze (koor)dirigenten" en nam hem nog een interview af; zij vonden hem er gezond uitzien voor een 86-jarige. Johan Wagenaar omschreef hem als "één bonk muziek". Hij was benoemd tot ridder in de Orde van Oranje-Nassau. In Nieuwegein bestaat in de 21e eeuw Muziekvereniging Cornelis Galesloot; een in 1920 naar hem vernoemd orkest. Utrecht kent in haar muziekwijk in Oog in Al een Galeslootstraat.